# Военно-морские силы Португалии
Военно-морские силы Португалии (порт. Marinha Portuguesa) — один из видов вооружённых сил Португалии.
Португальский военно-морской флот является старейшим государственным флотом в мире, созданным королем Динишем I 12 декабря 1317 года. В основном включают в себя военно-морской флот, военно-морскую авиацию, морскую пехоту, а также части и подразделения специального назначения.

## История

### В первой половине XX века
В начале XX века Португалия была отсталой сельскохозяйственной страной, хотя и имевшей большие колонии в Африке и Азии. Основой её ВМС былили малые бронепалубные крейсера, в сущности мореходные канонерские лодки.
В октябре 1910 года в Португалии произошла революция. Король Мануэл II бежал в Англию; все корабли, носившие монархические названия, вскоре были переименованы.
В 1912 году республиканское правительство приняло большую кораблестроительную программу, включавшую приобретение трех дредноутов (типа бразильского «Минас Жераиса»), трех легких крейсеров, подводных лодок, миноносцев и других кораблей на общую сумму 8,8 млн. фунтов стерлингов. Выполнить её оказалось нереально, и в следующем 1913 году принята более скромная программа строительства двух малых крейсеров (по 2500 тонн, 20 узлов, с 2 152 и 6 102-мм), шести эсминцев и трех подводных лодок. Но начало Первой мировой войны помешало осуществить и это.
В отличие от Испании, Португальское правительство открыто симпатизировало Антанте и в марте 1916 года объявило войну Германии. Правда, участие португальского флота в боевых действиях было символическое. Единственный морской бой с его участием был 14 октября 1918 года, когда немецкая подводная лодка U-139 расстреляла из 150-мм пушек вооруженный траулер «Аугусто де Кастильо». Последний по сей день в Португалии почитается примерно так же, как «Варяг» в России.
К 1920-м годам Португалия давно уже была третьеразрядной морской державой, слабой и бедной страной «на задворках» Европы. Но при этом она сохраняла громадные колонии в Африке (Ангола, Мозамбик, Гвинея-Бисау, Сан-Томе и Принсипи, острова Зеленого Мыса) и в Азии (Восточный Тимор, Макао, анклавы в Индии — Гоа, Диу и Даман), общая площадь и население которых намного превышали такие у метрополии. Из-за этого немногочисленные ВМС (Marinha Portuguesa), которые могла позволить содержать себе Португалия, были в основном ориентированы на обеспечение присутствия в колониях и их охраны.
В 1926 году в Португалии установлен правоавторитарный режим, который с 1930 года возглавил Антониу Салазар, бывший у власти до 1968 года. Его правительство предприняло действия по модернизации страны и вооруженных сил и по развитию колониальной империи. В том же 1930 году принята десятилетняя судостроительная программа обновления корабельного состава ВМС. Первоначально её исполнение планировали разделить между традиционно союзной Великобританией и фашистской Италией, которой режим Салазара пытался подражать, но скоро вековое британское влияние возобладало и все новые корабли были построены в Великобритании или в Португалии с английской помощью. В 1933—1937 годах в строй ВМС введены 5 эскадренных миноносцев, 3 подводные лодки и 6 колониальных шлюпов (авизо), сформировавших сбалансированное и современное ядро португальских ВМС на следующие двадцать лет.
Во время Второй мировой войны Португалия была нейтральной, придерживаясь в целом пробританской ориентации. Её вооруженные силы не участвовали в боях, хотя Восточный Тимор в марте 1942 — сентябре 1945 года был оккупирован японцами (которые в 1943 — 1945 годах контролировали и Макао), а Азорские острова в 1943 году предоставлены португальцами для размещения англо-американской военно-воздушной базы, сыгравшей важную роль в битве за Атлантику. В обмен на это Португалия получила от западных союзников некоторое количество боевой техники в виде военной помощи, включая и 4 вооруженных траулера.

## Организационная структура

### Военно-морской флот

#### Надводные силы
Многоцелевые силы сведены в дивизионы эскортных и патрульных кораблей. Они предназначены для решения задач противовоздушной, противокорабельной и противолодочной обороны, нанесения огневого поражения противнику, защиты морских коммуникаций, проводки судов и сопровождения конвоев.
Дивизион эскортных кораблей представлен пятью фрегатами УРО: три — типа «Васко да Гама» (проект МЕКО 200) и два — типа «Бартоломеу Диаш». Корабли первого типа были построены по заказу ВМС Португалии в 1991−1992 годах на верфях германской судостроительной компании «Блом унд Фосс» в соответствии с концепцией создания перспективных боевых надводных кораблей МЕКО (многоцелевой комбинированный корабль). Данная концепция предполагает модульный вариант установки основных корабельных систем (вооружения, ГЭУ и других агрегатов), что обеспечивает быструю замену вышедших из строя или устаревших блоков новыми. На вооружении фрегатов проекта МЕКО 200 находятся: ПУ ПКР «Гарпун» (2х4), ЗРК «Си Спарроу» Мк 29 мод. 1(1x8), шесть 324-мм ТА (2x3), 100-мм АУ «Крезо Луар» и 20-мм ЗАК «Вулкан-Фаланкс» (1х6). Корабль способен нести два противолодочных вертолета «Супер Си Линкс» Мк 95.
Фрегаты УРО второго типа («Бартоломеу Диаш» и «Франсишко де Алмейда», бывшие «Ван Нес» и «Ван Гапен» типа «Карел Доорман» ВМС Нидерландов) введены в боевой состав флота в 2009—2010 годах. В соответствии с соглашением от 2006 года корабли сдаются португальскому оборонному ведомству в лизинг сроком на 10 лет. Вооружение и боевые возможности данных фрегатов примерно соответствуют характеристикам ФР УРО типа «Васко да Гама».
В состав дивизиона патрульных кораблей входят три патрульных корвета типа «Баптишта де Андраде» и четыре типа «Жоао Коутиньо», а также 12 патрульных катеров (ПКА) типов «Аргош», «Сентауру», «Рио Миньо» и «Альбатрос».
Корветы, введенные в боевой состав ВМС в период с 1970 по 1976 год, в настоящее время завершают свой эксплуатационный цикл, В 20П году был передан флоту первый в серии из восьми единиц патрульный корабль океанского класса (проекта NPO 2000) — «Виана ду Каштелу», построенный португальской судостроительной фирмой ENVC (Estaleiros Navais de Viana do Castelo). Корабль, оснащенный современным бортовым вооружением, используется для патрулирования морских границ и экономической зоны Португалии, решая задачи борьбы с контрабандой, пресечения наркотрафика и нелегальной миграции.
Согласно планам модернизации флота предполагается дополнительная закупка одного ФР УРО проекта МЕКО 200. Корабли проекта NPO 2000 должны заменить все корветы типа «Баптишта де Андраде» и «Жоао Коутиньо». В перспективе планируется также строительство десяти сторожевых катеров типа LFC (Lancha de Fis-calizacao Costeiros), предназначенных для замены устаревших ПКА.
Амфибийные силы представлены отрядам десантных кораблей и катеров в составе танкодесантного корабля (ТДК) «Бакамарте» типа «Бомбарда» (постройки 1985 года) и двух десантных катеров. ТДК водоизмещением 650 т способен осуществлять переброску на удаленные ТВД трех средних танков или 140 т грузов.
В 2005 году на национальной верфи «Астильеруш навалеш» в г, Виана ду Каштелу было начато строительство современного десантного вертолетного корабля-дока (ДВКД) на базе лучших мировых проектов (голландского типа «Роттердам», испанского «Галисия», французского «Сироко» и американского «Сан-Антонио»), Общая стоимость проекта 210 млн евро. Данные о сроках ввода ДВКД в боевой состав флота пока отсутствуют. Тем не менее руководство страны намерено ускорить программу переоснащения амфибийных сил, завершив строительство ДВКД и закупив дополнительно новые десантные катера и четыре-шесть транспортно-десантных вертолетов «Супер Линкс».
Минно-тральные силы в составе военно-морских сил Португалии в настоящее время отсутствуют. Вместе с тем новая морская стратегия предусматривает создание данного компонента ВМС. В связи с этим в ближайшей перспективе предполагается закупка и ввод в боевой состав флота четырёх тральщиков-искателей мин.
Вспомогательный флот включает девять судов: два гидрографических (типа «Андромеда») и два океанографических (типа «Сталворт»), танкер, буксир постановщик буев, а также три учебных парусных судна.

Одной из важнейших задач вспомогательного флота является ведение научно-исследовательских работ в акватории Атлантического океана за пределами морской экономической зоны страны.

#### Подводные силы
Подводные силы ВМФ Португалии состоят из эскадры подводных лодок и отряда водолазов-сапёров.
Подводные силы предназначены для обеспечения контроля судоходства в зоне жизненно важных интересов Португалии, нанесения ударов по надводным или подводным объектам противника, установления блокады морских акваторий, ведения противолодочной борьбы.
В состав дивизиона подводных лодок входят ДЭПЛ «Триденте» и «Арпау» проекта 209 производства германского судостроительного консорциума HDW («Ховальдсверке дойче верфт»). Лодки введены в боевой состав флота в 2010 и 2011 годах соответственно, заменив эксплуатируемые с 1960-х устаревшие субмарины французской постройки типа «Альбакора» («Дафне»).
Воздухонезависимая энергетическая установка ДЭПЛ на основе электрохимических генераторов обеспечивает максимальную скорость хода в подводном положении до 20 уз, автономность 45 сут Лодки вооружены восемью торпедными аппаратами (в состав боекомплекта входят торпеды А-184 «Блэк Шарк» итальянского производства, ПКР «Гарпун» и мины). Численность экипажа 33 человека.
Предполагается, что данные лодки будут находиться в боевом составе ВМС как минимум до 2030 года. Перспективными планами предусматривается дополнительная закупка ещё одной ДЭПЛ аналогичного типа.
Отряд водолазов-сапёров ВМФ Португалии занимается поиском и уничтожением морских мин и прочих подводных объектов, затрудняющих судоходство.

#### Военно-морская авиация
Воздушный компонент ВМС Португалии представлен Вертолётной эскадрильей, в задачи которой входит поиск и уничтожение подводных лодок, надводных кораблей и воздушное блокирование. Второстепенными задачами авиации ВМФ Португалии являются перевозка грузов и персонала, воздушная разведка и поисково-спасательные операции. По одному вертолёту имеют на борту фрегаты типа MEKO 200 PN и «Karel Doorman» ВМФ Португалии.

### Морская пехота
|  | Португальская морская пехота, в Португалии называемая просто Корпусом Фузилёров (порт. Corpo de Fuzileiros) — играет роль войск особого назначения в составе ВМС Португалии. Численно насчитывает примерно полк и привлекается для проведения амфибийных операций, ведения прибрежной разведки, досмотру кораблей, а также для участия в миротворческих операциях. В составе морской пехоты Португалии также имеется подразделения особого назначения. |

## Пункты базирования
- ВМБ Лиссабон — главная база ВМФ Португалии.

## Боевой состав

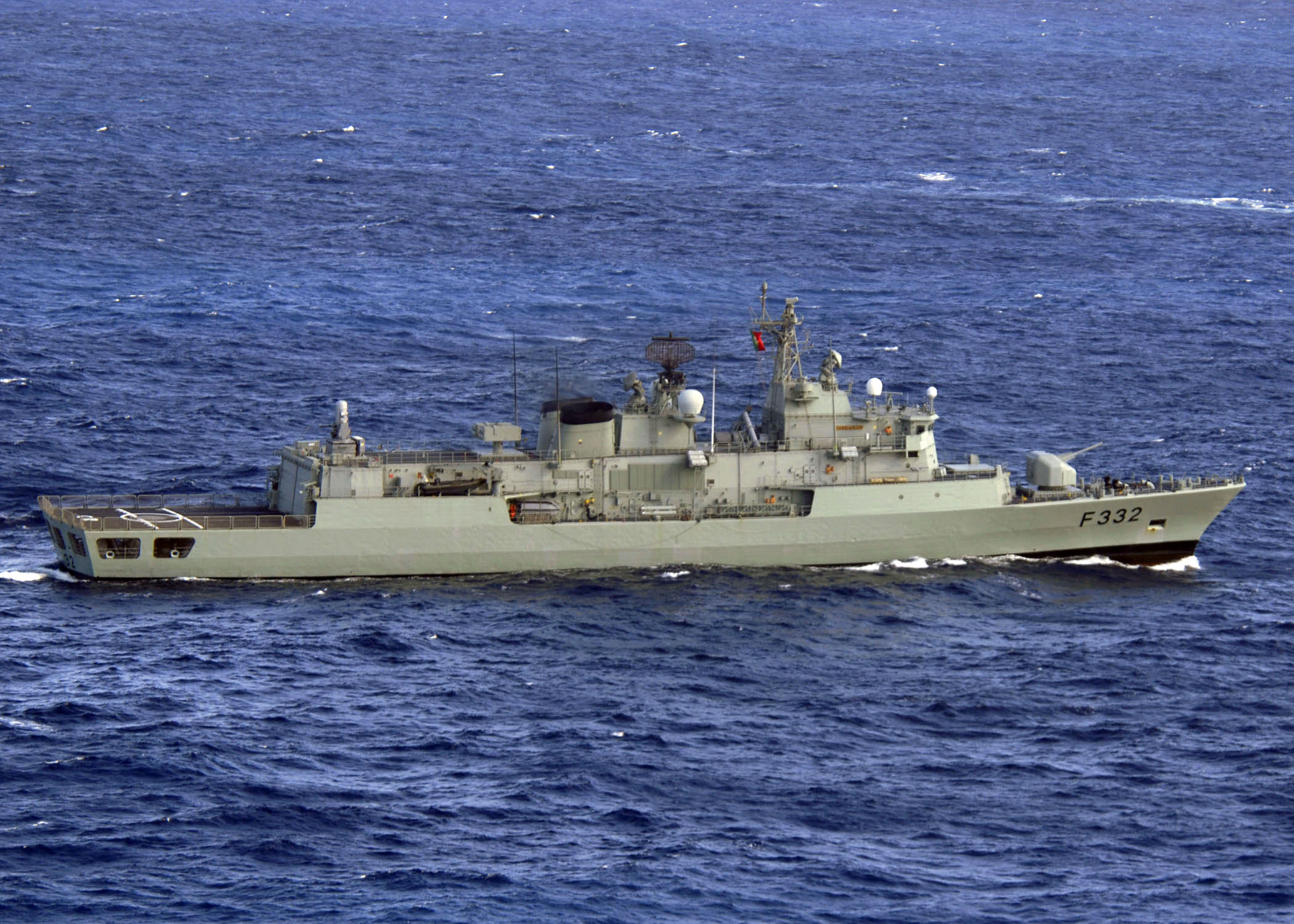
фрегат типа MEKO 200 PN NRP «Corte Real» (F332)

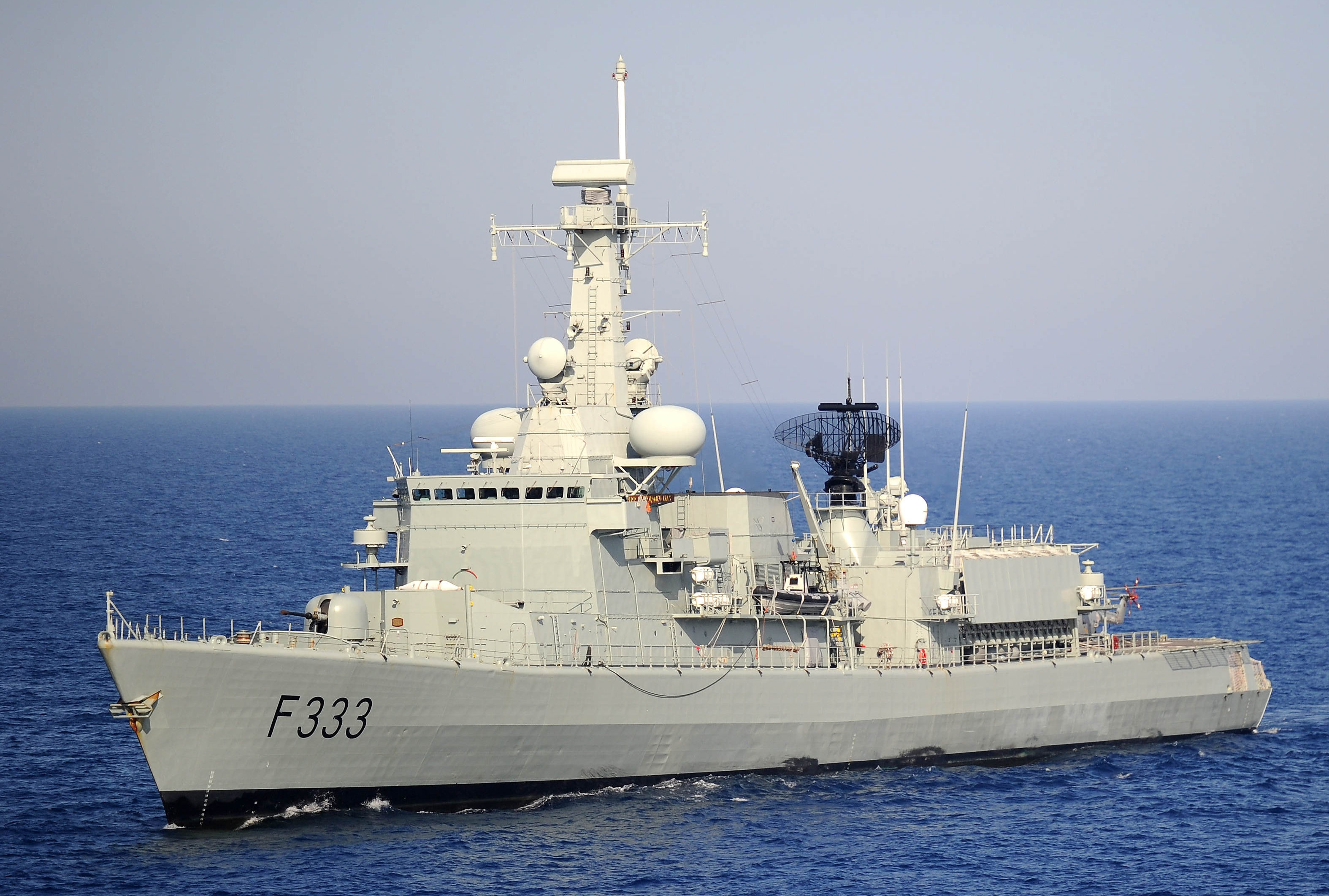
фрегат NRP «Bartolomeu Dias» (F333)

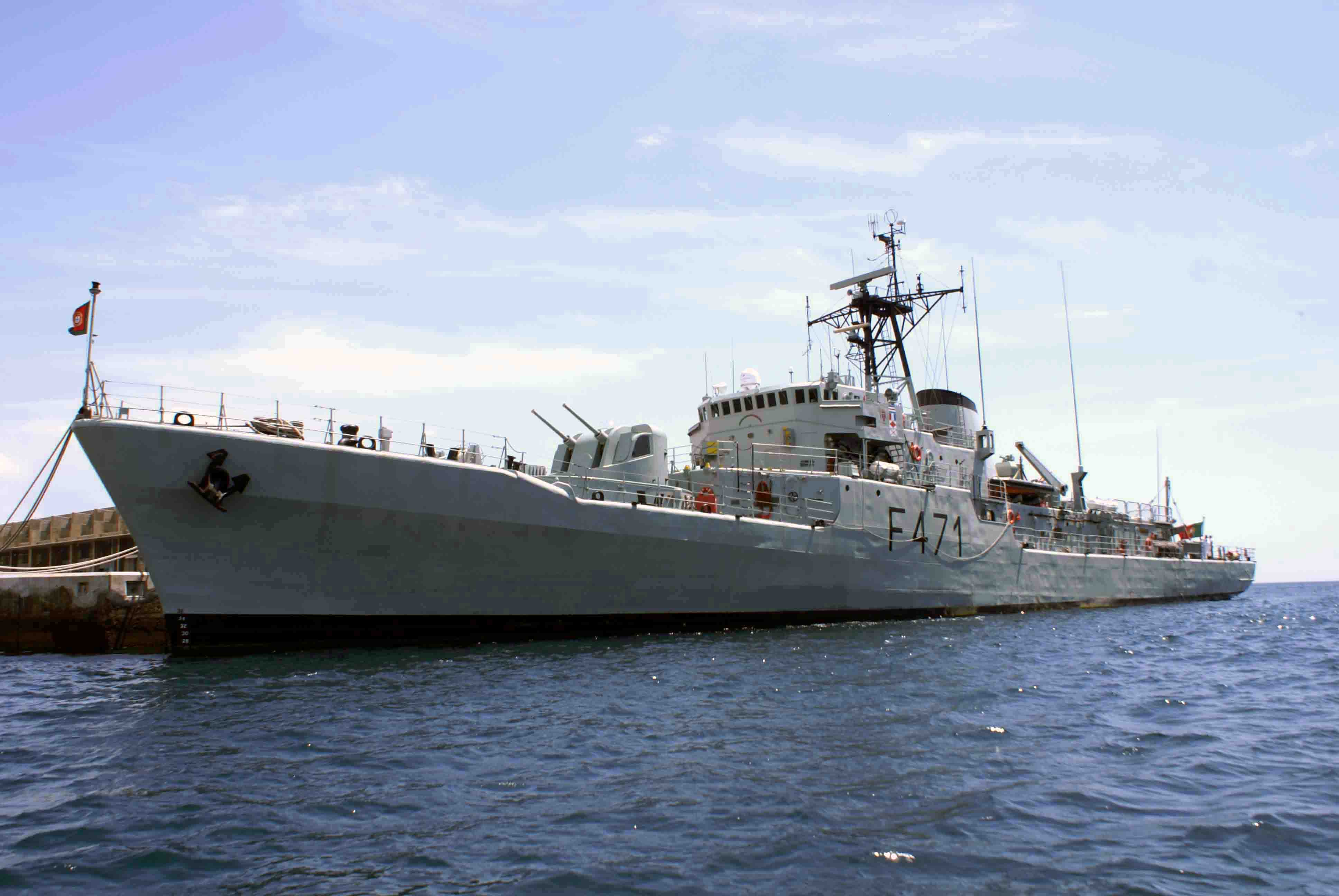
корвет NRP «João Coutinho» (F471)

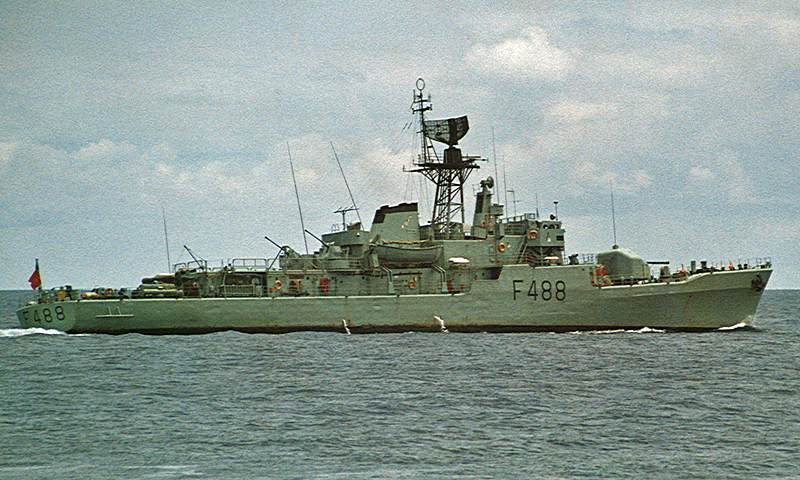
корвет NRP «Afonso Cerqueira» (F488)

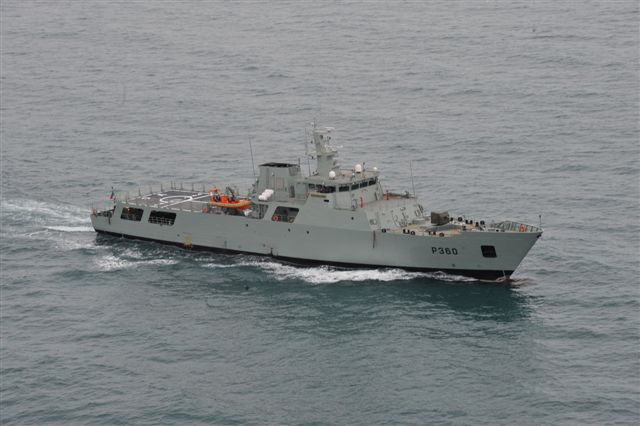
сторожевой корабль NRP «Viana do Castelo» (P360)

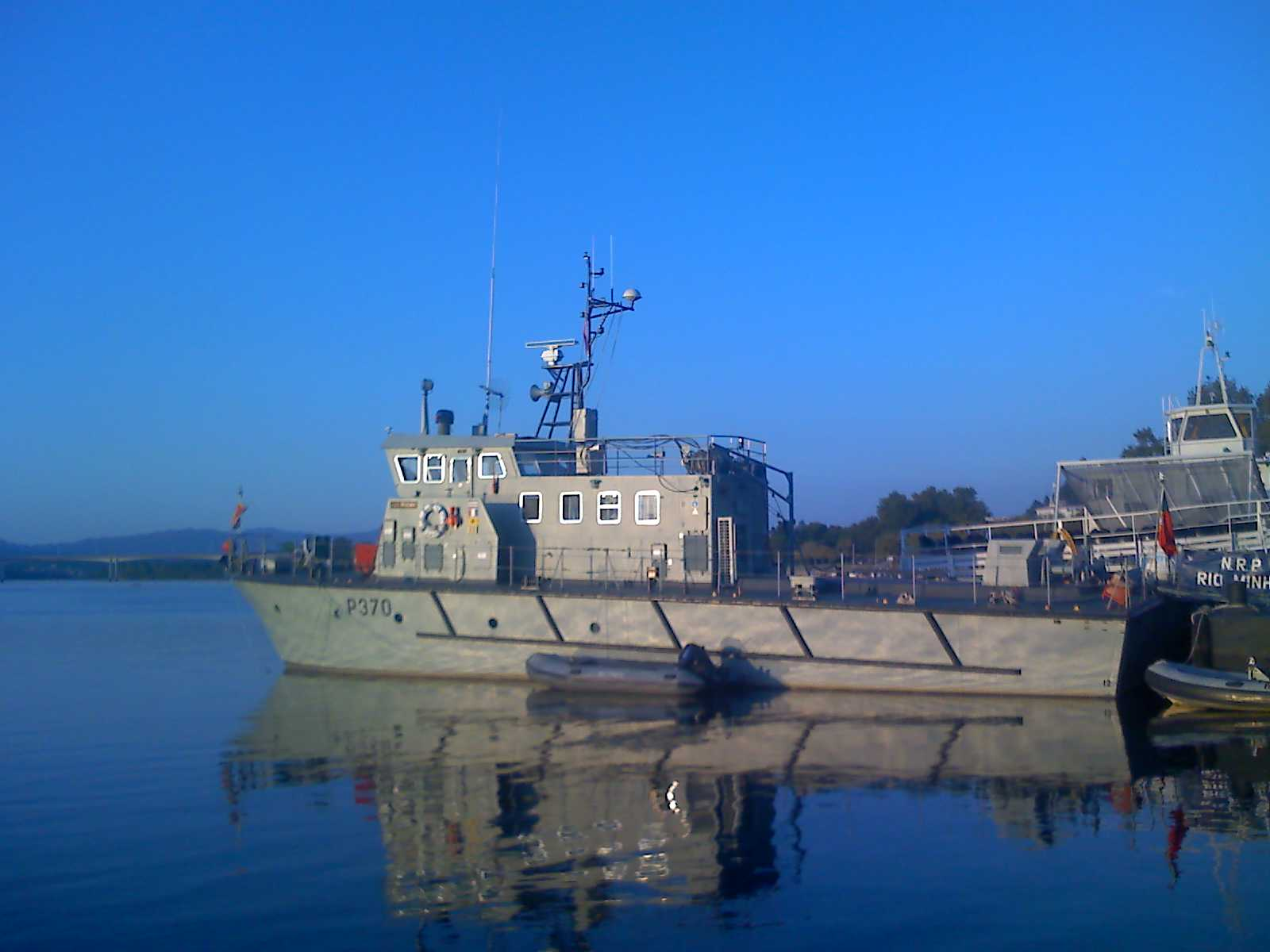
патрульный катер NRP «Rio Minho» (P370)

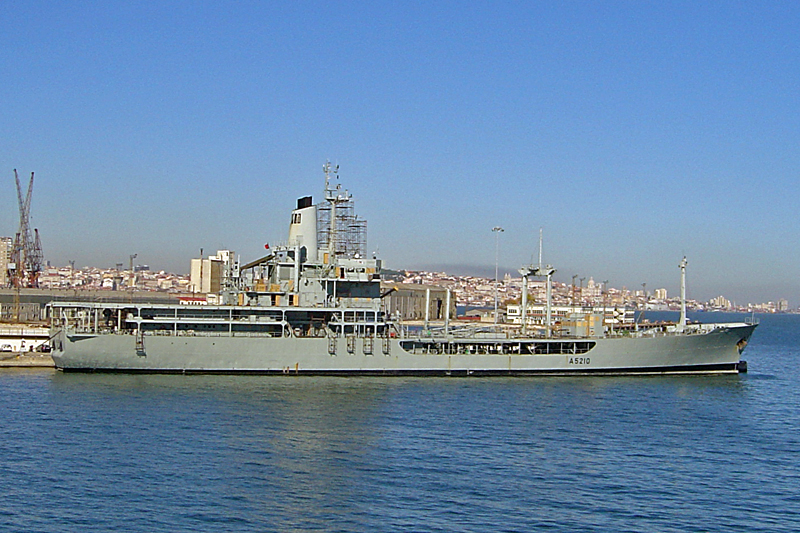
танкер NRP «Bérrio» (А5210)

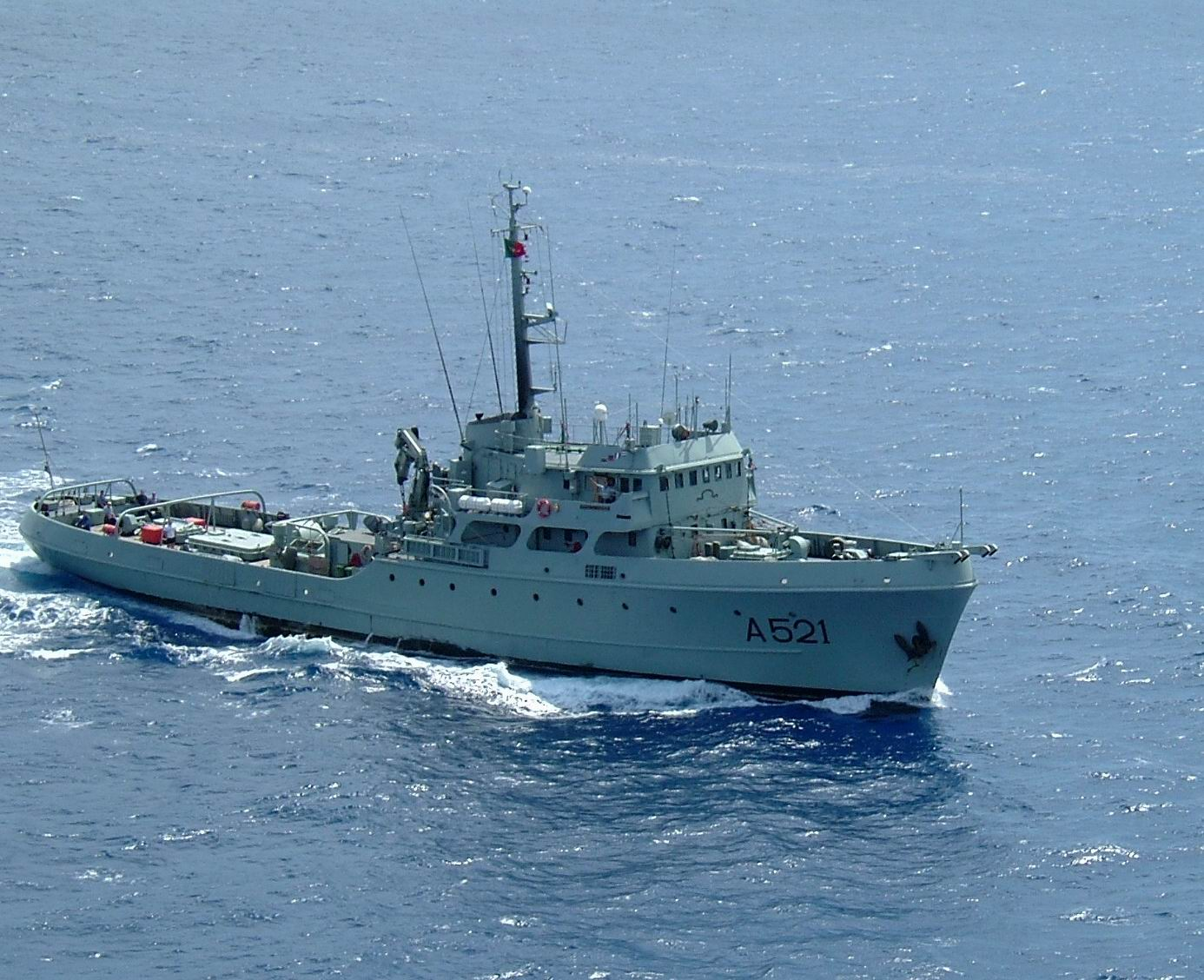
постановщик буёв NRP «Schultz Xavier» (A521)

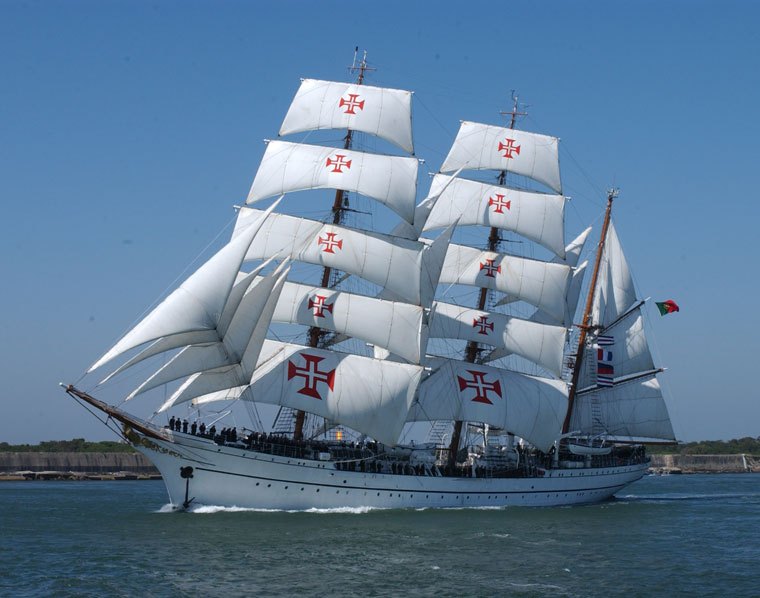
барк NRP «Sagres»

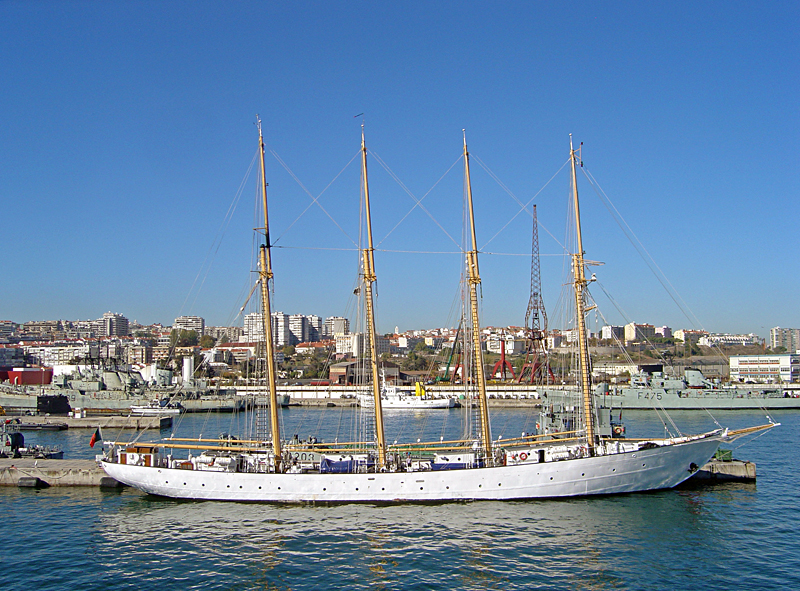
учебное судно NTM «Creoula»

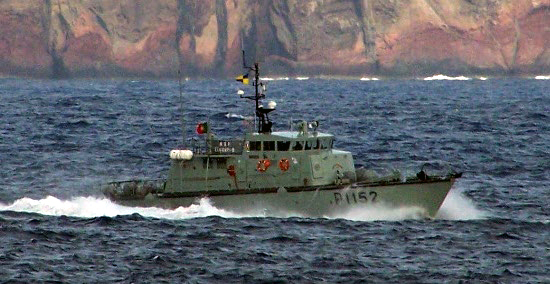

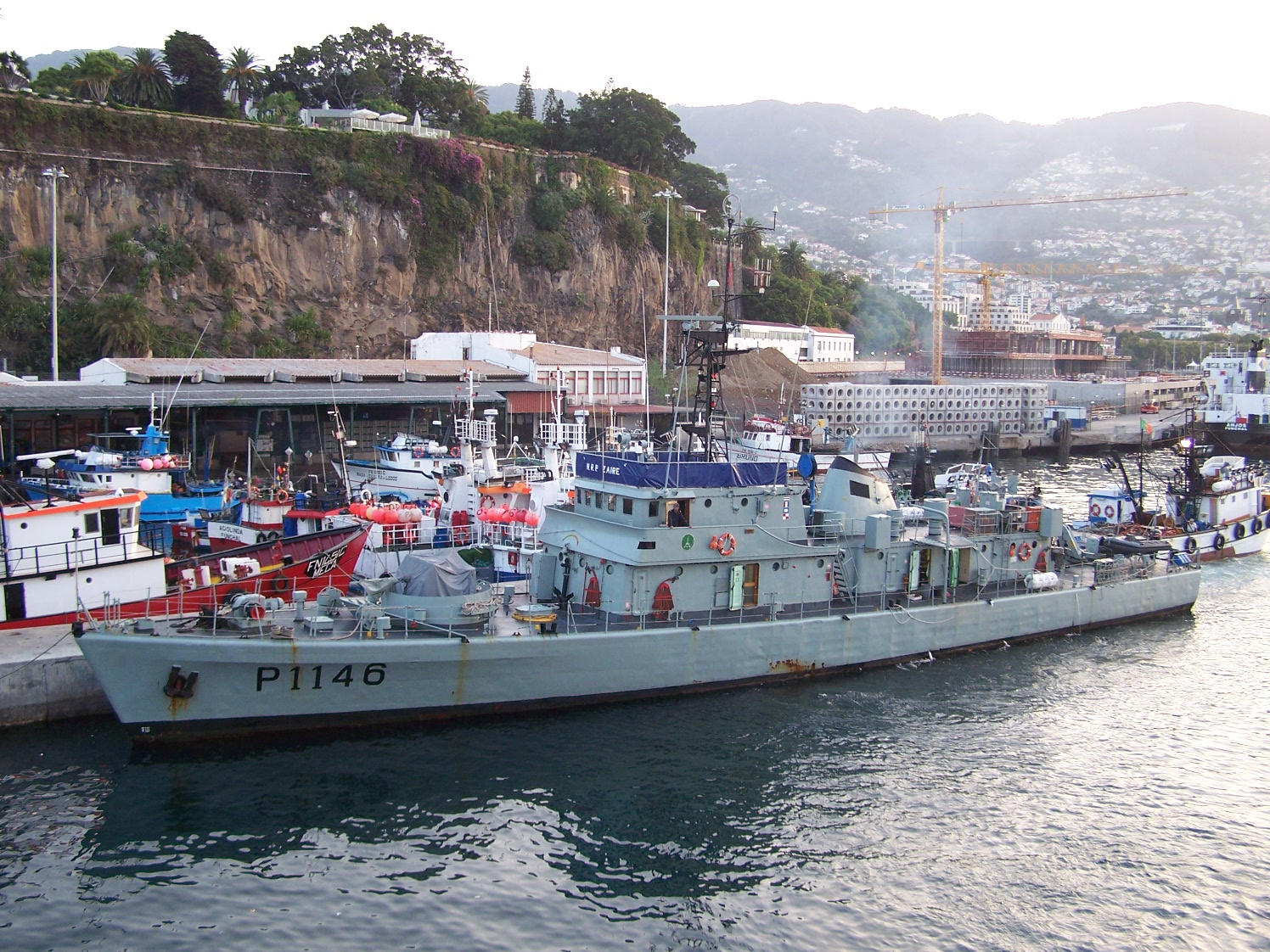

### Военно-морской флот
| Тип                                         | Бортовой номер  | Наименование                  | В составе флота        | Состояние       | Примечания                                        |
| Подводные лодки                             | Подводные лодки | Подводные лодки               | Подводные лодки        | Подводные лодки | Подводные лодки                                   |
| ------------------------------------------- | --------------- | ----------------------------- | ---------------------- | --------------- | ------------------------------------------------- |
| подводная лодка типа «Tridente»             | S160            | NRP «Tridente»                | с 2010 года            | в строю         |                                                   |
| подводная лодка типа «Tridente»             | S161            | NRP «Arpão»                   | с 2011 года            | в строю         |                                                   |
| Фрегаты                                     |                 |                               |                        |                 |                                                   |
| фрегат типа «Vasco da Gama»                 | F330            | NRP «Vasco da Gama»           | с 18 января 1991 года  | в строю         |                                                   |
| фрегат типа «Vasco da Gama»                 | F331            | NRP «Alvares Cabral»          | с 24 мая 1991 года     | в строю         |                                                   |
| фрегат типа «Vasco da Gama»                 | F332            | NRP «Corte Real»              | с 1 февраля 1992 года  | в строю         |                                                   |
| фрегат типа «Bartolomeu Dias»               | F333            | NRP «Bartolomeu Dias»         | с 16 января 2009 года  | в строю         | бывший Hr. Ms. «Van Nes» (F833)                   |
| фрегат типа «Bartolomeu Dias»               | F334            | NRP «Francisco de Almeida»    | нет данных             | в строю         | бывший Hr. Ms. «Van Galen» (F834)                 |
| Корветы                                     |                 |                               |                        |                 |                                                   |
| корвет типа «João Coutinho»                 | F471            | NRP «António Enes»            | с 18 июня 1971 года    | в строю         |                                                   |
| корвет типа «João Coutinho»                 | F476            | NRP «Jacinto Cândido»         | с 16 июня 1970 года    | в строю         |                                                   |
| корвет типа «Baptista de Andrade»           | F486            | NRP «Baptista de Andrade»     | с 19 ноября 1974 года  | в строю         |                                                   |
| корвет типа «Baptista de Andrade»           | F487            | NRP «João Roby»               | с 18 марта 1975 года   | в строю         |                                                   |
| корвет типа «Baptista de Andrade»           | F488            | NRP «Alfonso Cerquiera»       | с 28 июня 1975 года    | в строю         |                                                   |
| Сторожевые корабли                          |                 |                               |                        |                 |                                                   |
| сторожевой корабль типа «Viana do Castelo»  | P360            | NRP «Viana do Castelo»        | нет данных             | нет данных      |                                                   |
| сторожевой корабль типа «Viana do Castelo»  | P361            | NRP «Figueira da Foz»         | нет данных             | нет данных      |                                                   |
| патрульный катер типа «Rio Minho»           | P370            | NRP «Rio Minho»               | нет данных             | в строю         |                                                   |
| патрульный катер типа «Argos»               | P1150           | NRP «Argos»                   |                        | в строю         |                                                   |
| патрульный катер типа «Argos»               | P1151           | NRP «Dragão»                  |                        | в строю         |                                                   |
| патрульный катер типа «Argos»               | P1152           | NRP «Escorpião»               |                        | в строю         |                                                   |
| патрульный катер типа «Argos»               | P1153           | NRP «Cassiopeia»              |                        | в строю         |                                                   |
| патрульный катер типа «Argos»               | P1154           | NRP «Hidra»                   |                        | в строю         |                                                   |
| сторожевой корабль типа «Cacine»            | P1140           | NRP «Cacine»                  | с 6 мая 1969 года      | в строю         |                                                   |
| сторожевой корабль типа «Cacine»            | P1144           | NRP «Cuanza»                  | с 4 июня 1970 года     | в строю         |                                                   |
| сторожевой корабль типа «Cacine»            | P1146           | NRP «Zaire»                   | с 22 декабря 1971 года | в строю         |                                                   |
| патрульный катер типа «Centauro»            | P1155           | NRP «Centauro»                |                        | в строю         |                                                   |
| патрульный катер типа «Centauro»            | P1156           | NRP «Orion»                   |                        | в строю         |                                                   |
| патрульный катер типа «Centauro»            | P1157           | NRP «Pegaso»                  |                        | в строю         |                                                   |
| патрульный катер типа «Centauro»            | P1158           | NRP «Sagitário»               |                        | в строю         |                                                   |
| патрульный катер типа «Albatroz»            | P1165           | NRP «Águia»                   |                        | в строю         |                                                   |
| патрульный катер типа «Albatroz»            | P1167           | NRP «Cisne»                   |                        | в строю         |                                                   |
| Вспомогательные корабли                     |                 |                               |                        |                 |                                                   |
| гидрографическое судно типа «Andrómeda»     | A5203           | NRP «Andrómeda»               | с мая 1987 года        | в строю         |                                                   |
| гидрографическое судно типа «Andrómeda»     | A5205           | NRP «Auriga»                  | с марта 1988 года      | в строю         |                                                   |
| танкер типа «Rover»                         | А5210           | NRP «Berrio»                  | с 31 марта 1993 года   | в строю         | бывший RFA «Blue Rover» (А270)                    |
| океанографическое судно типа «Dom Carlos I» | A522            | NRP «Dom Carlos I»            | нет данных             | в строю         | бывший USNS «Audacious» (T-AGOS-11)               |
| океанографическое судно типа «Dom Carlos I» | A523            | NRP «Almirante Gago Coutinho» | нет данных             | в строю         | бывший USNS «Assurance» (T-AGOS-5)                |
| постановщик буёв типа «Schultz Xavier»      | A521            | NRP «Schultz Xavier»          | с июля 1972 года       | в строю         |                                                   |
| Десантные корабли                           |                 |                               |                        |                 |                                                   |
| большой десантный корабль типа «Bombarda»   | LDG203          | NRP «Bacamarte»               | с 2 августа 1985 года  | в строю         |                                                   |
| Учебные корабли                             |                 |                               |                        |                 |                                                   |
| люгер типа «Creoula»                        | UAM-201         | NTM «Creoula»                 | с 1987 года            | в строю         |                                                   |
| барк типа «Gorch Fock»                      | A-520           | NRP «Sagres»                  | с 30 января 1962 года  | в строю         | бывший «Guanabara» бывший «Albert Leo Schlageter» |
| яхта                                        | A-5204          | NRP «Polar»                   | с 21 октября 1983 года | в строю         | бывший «Anne Linde»                               |

### Военно-морская авиация
| Обозначение формирования или части | Вооружение и оснащение     | Место расположения                               |
| ---------------------------------- | -------------------------- | ------------------------------------------------ |
| Вертолётная эскадрилья             | Westland Super Lynx Mk. 95 | фрегаты типа «Vasco da Gama» и «Bartolomeu Dias» |

### Морская пехота и спецназ ВМС

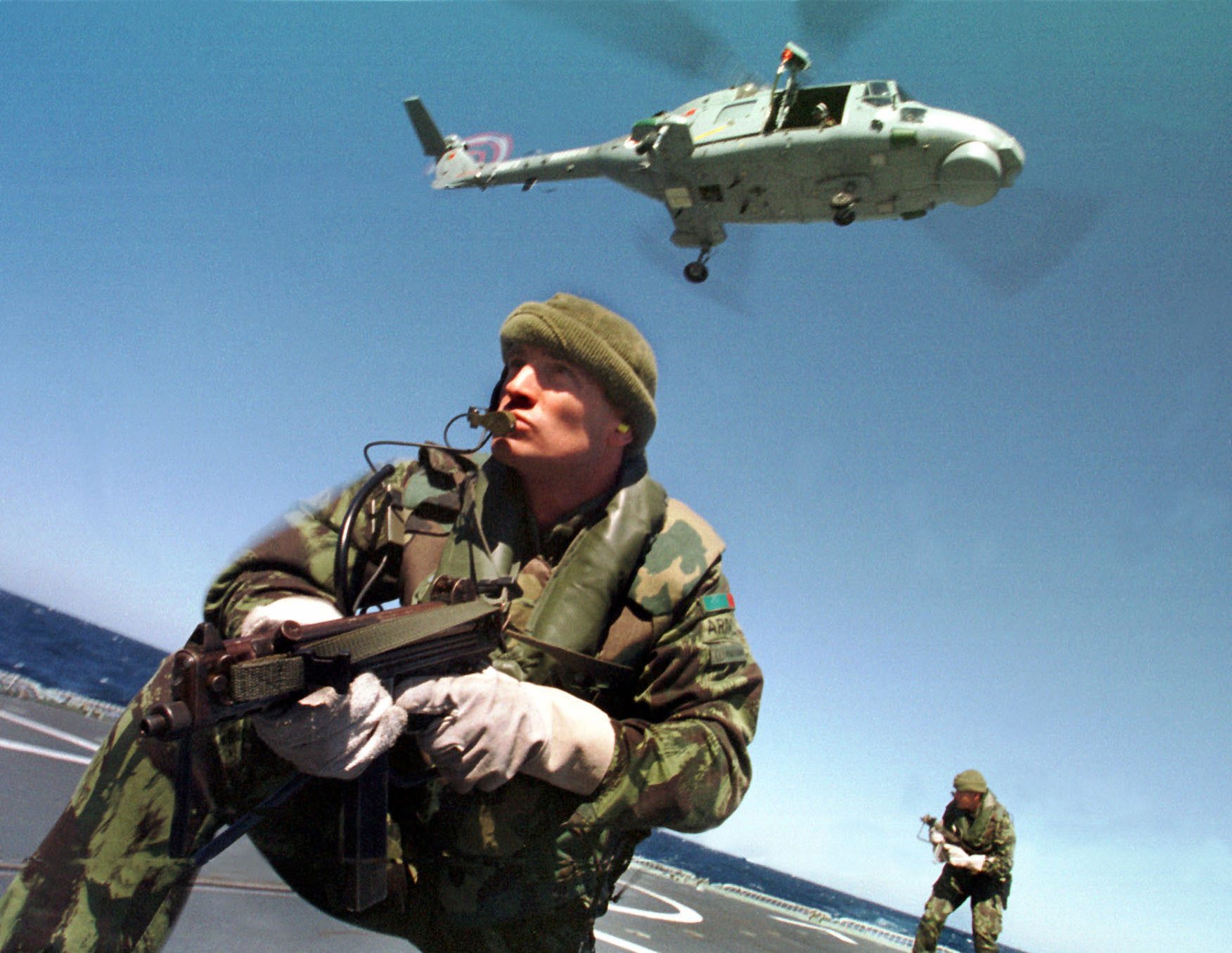
Португальский морской пехотинец

Командование Корпуса морской пехоты (порт. Comando do Corpo de Fuzileiros)
- 1-й батальон морской пехоты (порт. Batalhão de Fuzileiros nº1)
- 2-й батальон морской пехоты (порт. Batalhão de Fuzileiros nº2)
- Рота огневой поддержки (порт. Companhia de Apoio de Fogos)
- Рота тактической транспортной поддержки (порт. Companhia de Apoio de Transporte Tácticos)
- Подразделение десантных средств (порт. Unidade de Meios de Desembarque)
- Подразделение военно-морской полиции (порт. Unidade de Polícia Naval)
- Отделение особого назначения (порт. Destacamento de Acções Especiais)
- База морской пехоты (порт. Base de Fuzileiros)
- Школа морской пехоты (порт. Escola de Fuzileiros)

## Техника и вооружение

### Военно-морская авиация

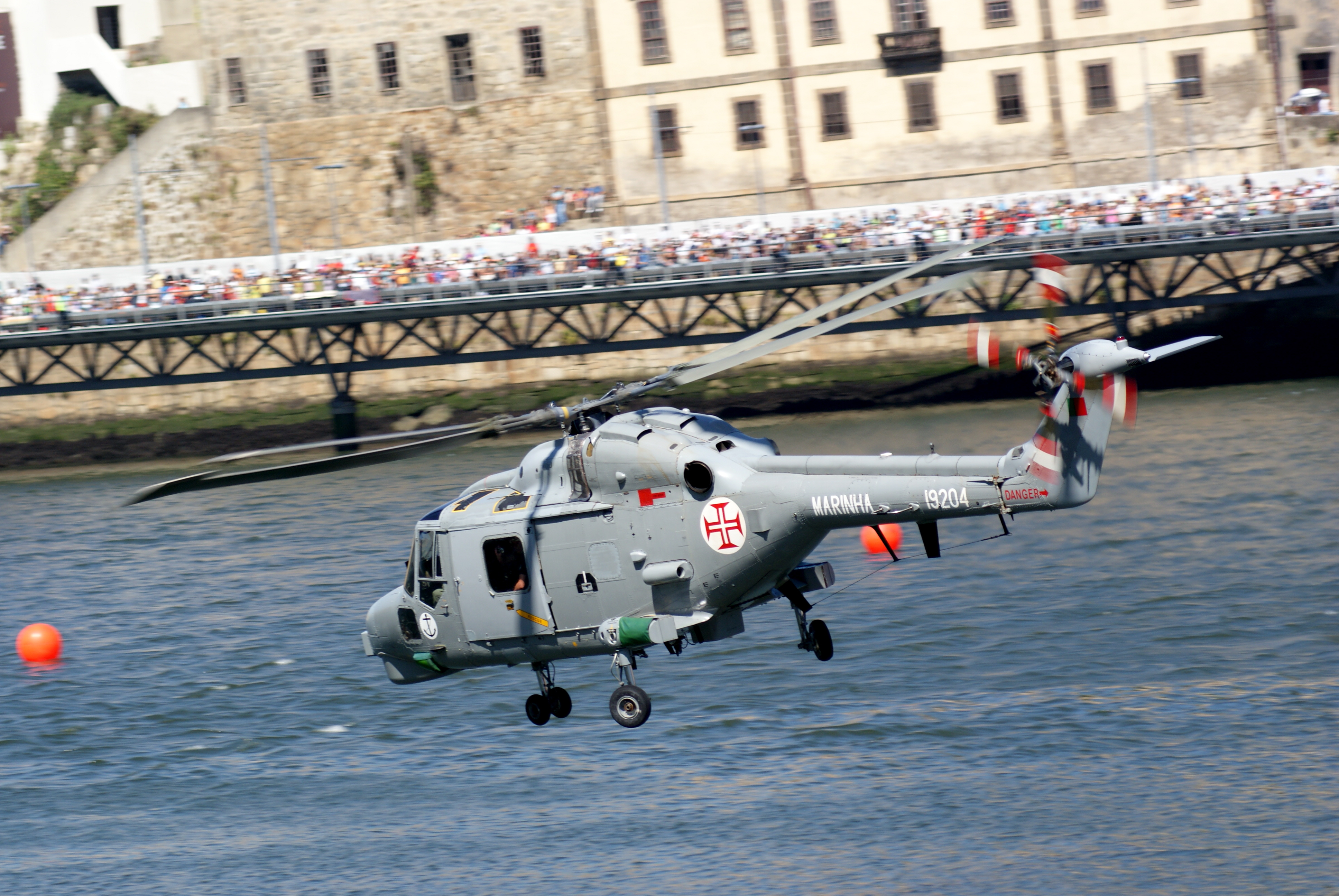
Противолодочный вертолёт Westland Super Lynx Mk. 95

Данные о технике и вооружении авиации ВМС Португалии взяты с официальной страницы ВМС Португалии и со страницы журнала Aviation Week & Space Technology.
| Тип                        | Производство   | Назначение               | Количество | Примечания |           |
| Вертолёты                  | Вертолёты      | Вертолёты                | Вертолёты  | Вертолёты  | Вертолёты |
| -------------------------- | -------------- | ------------------------ | ---------- | ---------- | --------- |
| Westland Super Lynx Mk. 95 | Великобритания | противолодочный вертолёт | 5          |            |           |

### Морская пехота
| Тип                   | Производство | Назначение       | Количество   | Примечания   |              |
| Бронетехника          | Бронетехника | Бронетехника     | Бронетехника | Бронетехника | Бронетехника |
| --------------------- | ------------ | ---------------- | ------------ | ------------ | ------------ |
| Pandur II             | Австрия      | бронетранспортёр | нет данных   |              |              |
| Артиллерия            |              |                  |              |              |              |
|                       |              |                  |              |              |              |
| Стрелковое вооружение |              |                  |              |              |              |
|                       |              |                  |              |              |              |

## Префикс кораблей и судов
Корабли и суда ВМФ Португалии имеют префикс NRP (порт. Navio da República Portuguesa — Корабль Португальской Республики).

## Флаги кораблей и судов
| Флаг | Гюйс | Вымпел боевых кораблей |
| ---- | ---- | ---------------------- |
|      |      |                        |

### Флаги должностных лиц
| Военно-морской министр | Главнокомандующий Военно-морским флотом | Адмирал флота |
| ---------------------- | --------------------------------------- | ------------- |
|                        |                                         |               |
| Адмирал                | Вице-адмирал                            | Контр-адмирал |
|                        |                                         |               |

## Знаки различия

### Адмиралы и офицеры
| Категории               | Адмиралы            | Адмиралы  | Адмиралы       | Адмиралы         | Адмиралы | Старшие офицеры         | Старшие офицеры    | Старшие офицеры    | Младшие офицеры   | Младшие офицеры | Младшие офицеры           | Младшие офицеры |
| ----------------------- | ------------------- | --------- | -------------- | ---------------- | -------- | ----------------------- | ------------------ | ------------------ | ----------------- | --------------- | ------------------------- | --------------- |
|                         |                     |           |                |                  |          |                         |                    |                    |                   |                 |                           |                 |
| Португальское звание    | Almirante da Armada | Almirante | Vice-almirante | Contra-almirante | Comodoro | Capitão-de-mar-e-guerra | Capitão-de-fragata | Capitão-tenente    | Primeiro-tenente  | Segundo-tenente | Guarda-marinha Subtenente | Aspirante       |
| Российское соответствие | Адмирал флота       | Адмирал   | Вице-адмирал   | Контр-адмирал    | нет      | Капитан 1-го ранга      | Капитан 2-го ранга | Капитан 3-го ранга | Капитан-лейтенант | Лейтенант       | Мичман                    | нет             |

### Сержанты и матросы
| Категории               | Подофицеры                   | Подофицеры       | Подофицеры        | Сержанты и старшины | Сержанты и старшины | Сержанты и старшины  | Сержанты и старшины | Сержанты и старшины | Матросы             | Матросы            | Матросы          | Матросы         |
| ----------------------- | ---------------------------- | ---------------- | ----------------- | ------------------- | ------------------- | -------------------- | ------------------- | ------------------- | ------------------- | ------------------ | ---------------- | --------------- |
|                         |                              |                  |                   |                     |                     |                      |                     |                     |                     |                    | 30px             | 30px            |
| Португальское звание    | Sargento-mor                 | Sargento-chefe   | Sargento-ajudante | Primeiro-sargento   | Segundo-sargento    | Primeiro-subsargento | Segundo-subsargento | Cabo                | Primeiro-marinheiro | Segundo-marinheiro | Primeiro-grumete | Segundo-grumete |
| Российское соответствие | Главный корабельный старшина | Главный старшина | нет               | Старшина 1-й статьи | нет                 | нет                  | нет                 | Старшина 2-й статьи | Старший матрос      | Матрос             | нет              | нет             |